# Santa Rosa de Lima (Salvador)
Pour les articles homonymes, voir Santa Rosa de Lima.
Santa Rosa de Lima est une municipalité du département de La Unión au Salvador.

## Géographie
Santa Rosa de Lima est une ville et une municipalité du Département de La Unión située au nord-ouest de la capitale du département, La Unión, en limite du Département de Morazán. 

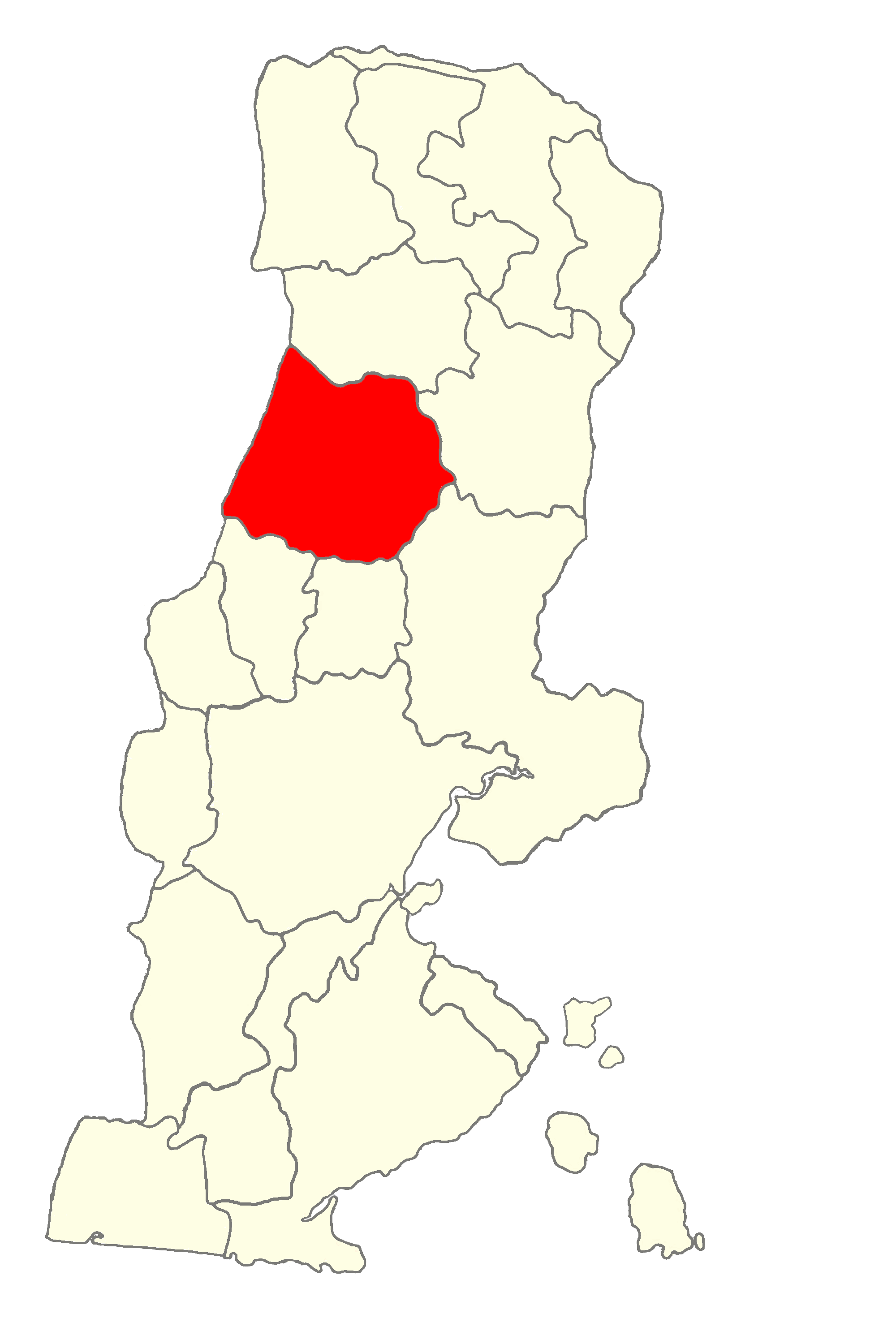
Situation géographique de Santa Rosa de Lima dans le département de La Unión

Par sa population qui est de 27 653 habitants dont 13 640 habitants pour la ville-centre, elle occupe le troisième rang démographique de son département après les municipalités de Conchagua et de La Unión. 
Elle a acquis le statut de ville (en espagnol: ciudad) en 1883 mais sa création remonte au XVIe siècle.
C'est aujourd'hui une ville commerciale active dont l'attractivité s'étend jusqu'au Honduras très proche.